# Pontificalis Romani
Pontificalis Romani è una costituzione apostolica emanata da papa Paolo VI il 18 giugno 1968 che approva i nuovi riti liturgici per l'ordinazione del diacono, del sacerdote e del vescovo.

## Contenuto e contesto
Dopo il Concilio Vaticano II, sulla base della costituzione sulla Sacra Liturgia (Sacrosanctum Concilium del 4 dicembre 1963)  e della costituzione dogmatica sulla Chiesa (Lumen Gentium del 21 novembre 1964), oltre ai cambiamenti dei riti degli altri sacramenti vengono cambiati anche i riti per le consacrazioni con nuove disposizioni liturgiche nella celebrazione delle ordinazioni.
Un decreto separato della Congregazione per il culto divino e la disciplina dei sacramenti del 15 agosto 1968 stabiliva che dal 6 aprile 1969 la legge pontificia romana relativa non poteva più essere utilizzata, e di attenersi da quel giorno al nuovo ordine liturgico.